# Pablo Sebastián Cuevas
Pablo Sebastián Cuevas (Formosa, 7 gennaio 1994) è un calciatore argentino, difensore del Boca Unidos.

## Caratteristiche tecniche
È un difensore centrale.

## Carriera
Cresciuto nelle giovanili del Colón (SF), fa il debutto in prima squadra il 7 dicembre 2014, disputando da titolare il match vinto 3-0 contro il Boca Unidos.